# 乌玄明
乌玄明（韓語：오현명，?—?），定安国王，出自渤海国贵族，乌氏。宋朝史书为了给宋圣祖赵玄朗避讳，又称乌元明。
渤海灭亡后，包括他的先人在内的渤海遗民聚集在故地，称王，建立定安国。976年左右，烈万华的定安国王位被乌玄明夺得，改年号元兴。宋太宗太平兴国六年（981年），定安国王烏玄明受宋朝诏命助攻契丹辽朝，扶餘府背辽归定安。同年冬，烏玄明利用女真使者訪宋之際向宋太宗獻表，约定共举伐辽：
|                      | 定安國王臣烏玄明言：伏遇聖主洽天地之恩，撫夷貊之俗，臣玄明誠喜誠抃，頓首頓首。臣本以高麗舊壤，渤海遺黎，保據方隅，涉曆星紀，仰覆露鴻鈞之德，被浸漬無外之澤，各得其所，以遂本性。而頃歲契丹恃其強暴，入寇境土，攻破城砦，俘略人民。臣祖考守節不降，與衆避地，僅存生聚，以迄於今。而又扶餘府昨背契丹，並歸本國，災禍將至，無大於此。所宜受天朝之密畫，率勝兵而助討，必欲報敵，不敢違命。臣玄明誠懇誠願，頓首頓首。」其末題雲：「元興六年十月日，定安國王臣玄明表上聖皇帝前。 |
| ——宋史，卷四百九十一 | |

宋太宗答以詔書：
|                      | 敕定安國王烏玄明。女真使至，得所上表，以朕嘗賜手詔諭旨，且陳感激。卿遠國豪帥，名王茂緒，奄有馬韓之地，介於鯨海之表，強敵吞併，失其故土，沉冤未報，積憤奚伸。矧彼獯戎，尚搖蠆毒，出師以薄伐，乘夫天災之流行，敗衄相尋，滅亡可待。今國家已于邊郡廣屯重兵，只俟嚴冬，即申天討。卿若能追念累世之恥，宿戒舉國之師，當予伐罪之秋，展爾復仇之志，朔漠底定，爵賞有加，宜思永圖，無失良便。而況渤海願歸於朝化，扶余已背於賊庭，勵乃宿心，糾其協力，克期同舉，必集大勳。尚阻重溟，未遑遣使，倚注之切，鑒寐寧忘。 |
| ——宋史，卷四百九十一 | |

端拱二年（989年），派遣王子向宋朝献马、雕羽、鸣镝。淳化二年（991年），向北宋上表，建议共灭契丹。